# Dolichomitus pallitibia
Dolichomitus pallitibia är en stekelart som beskrevs av Baltazar 1961. Dolichomitus pallitibia ingår i släktet Dolichomitus och familjen brokparasitsteklar. Inga underarter finns listade i Catalogue of Life.